# 佩沙杜瓦尔
佩沙杜瓦尔（法語：Peschadoires，法語發音：[pɛʃadwaʁ]）是法国多姆山省的一个市镇，位于该省东部，属于蒂耶尔区。

## 地理
佩沙杜瓦尔（45°49'34"N, 3°29'33"E）面积20.67 平方千米，位于法国奥弗涅-罗讷-阿尔卑斯大区多姆山省，该省份为法国中南部省份，北起阿列省接壤，东临卢瓦尔省，南至上盧瓦爾省和康塔爾省，西接科雷兹省和克勒兹省。
与佩沙杜瓦尔接壤的市镇（或旧市镇、城区）包括：博尔莱唐、埃斯库图、多尔河畔内龙德、奥尔莱阿、圣让德尔、蒂耶爾。

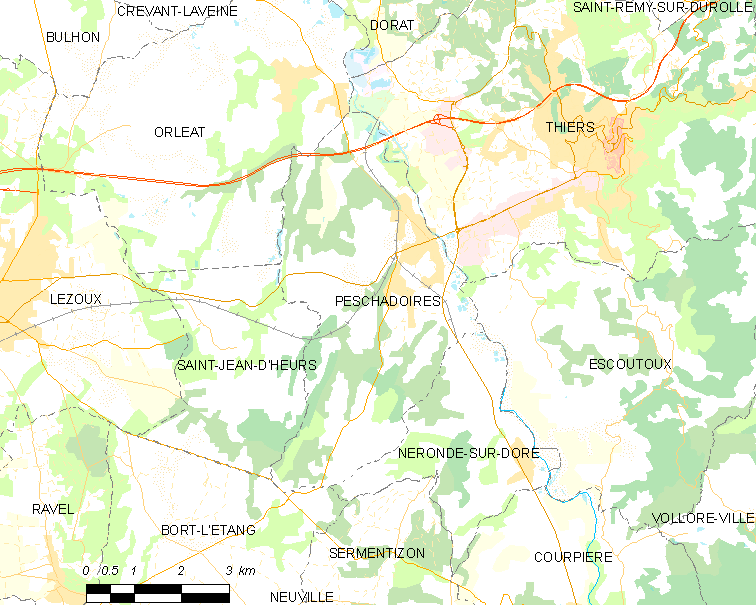
佩沙杜瓦尔的OSM定位图

佩沙杜瓦尔的时区为UTC+01:00、UTC+02:00（夏令时）。

## 行政
佩沙杜瓦尔的邮政编码为63920，INSEE市镇编码为63276。

## 政治
佩沙杜瓦尔所属的省级选区为勒祖县。

## 人口

1962-2008年间佩沙杜瓦尔人口变化图示

佩沙杜瓦尔于2022年1月1日时的人口数量为2103人。